# Singapore Maru
„Singapore Maru” (od 1941 roku „Shonan Maru”) – japoński statek pasażersko-towarowy, oddany do służby w 1919 roku.
W latach 1919–1941 pływał pod flagą linii żeglugowych Kokusai Kisen Kabushiki Kaisha oraz Kobe Sanbashi Kabushiki Kaisha. W czasie wojny chińsko-japońskiej oraz wojny na Pacyfiku był wykorzystywany przez Cesarską Armię Japońską do transportu wojska i materiałów wojennych. W listopadzie 1942 roku przewiózł z Singapuru do Japonii około 1,1 tys. alianckich jeńców wojennych, spośród których około sześćdziesięciu poniosło śmierć w trakcie rejsu, a dziesiątki innych zmarły wkrótce po przybyciu do Japonii. 9 września 1944 roku został zatopiony na Morzu Ochockim przez amerykański okręt podwodny USS „Seal”.
„Singapore Maru” jest zaliczany do grona tzw. piekielnych statków.

## Dane techniczne
Był statkiem pasażersko-towarowym o długości 117,34 metrów, szerokości 15,54 metrów i zanurzeniu 10,97 metrów. Jego pojemność wynosiła 5859 BRT.
Napęd zapewniała maszyna parowa potrójnego rozprężania o mocy 437 NHP.
Załoga liczyła 47 osób .

## Historia

### Służba w latach 1919–1942
Budowę statku rozpoczęto 29 stycznia 1919 roku w stoczni Kawasaki Dockyard Company w Kobe. Wodowanie miało miejsce 14 kwietnia tegoż roku; wtedy też jednostce nadano nazwę „Singapore Maru”. Do służby weszła 17 maja 1919 roku .
W latach 1919–1932 „Singapore Maru” pływał pod flagą linii żeglugowych Kokusai Kisen Kabushiki Kaisha. Odbywał rejsy m.in. do Nowego Jorku. 11 lipca 1925 roku, gdy płynął z Sydney do Port Saidu z ładunkiem 7 tys. ton pszenicy, wszedł na mieliznę w odległości około 30 mil morskich na wschód od wyspy Perim w cieśninie Bab al-Mandab. Nie odniósł jednak poważniejszych uszkodzeń, stąd po upływie sześciu dni i wyrzuceniu części ładunku został ponownie ściągnięty na pełne morze .
W 1932 roku został sprzedany liniom żeglugowym Kobe Sanbashi Kabushiki Kaisha .
W lipcu 1937 roku, w związku z wybuchem wojny chińsko-japońskiej, wyczarterowała go Cesarska Armia Japońska z przeznaczeniem do transportu wojska. W 1938 roku został zwrócony macierzystym liniom . W 1941 roku został przemianowany na „Shonan Maru” , aczkolwiek to pod pierwotną nazwą występuje najczęściej w źródłach opisujących jego wojenne losy.
W listopadzie 1941 roku, na krótko przed wybuchem wojny na Pacyfiku, został ponownie przejęty przez Cesarską Armię. W lutym 1942 roku, podczas bitwy o Sumatrę, uczestniczył w japońskim desancie pod Palembangiem .

### „Piekielny statek”

#### Przebieg rejsu
17 października 1942 roku „Singapore Maru” wypłynął z portu Tanjung Priok w Batawii. W swych ładowniach przewoził około 3 tys. alianckich jeńców wojennych, w większości Holendrów. Po trwającym osiem dni rejsie zawinął do portu w Singapurze, gdzie jeńców wyokrętowano . Dziewiętnastu, znajdujących się w najcięższym stanie, musiano odwieźć do szpitala .
Kilka dni później na „Singapore Maru” zaokrętowano kolejny kontyngent jeńców wojennych, liczący tym razem około 1,1 tys. żołnierzy. Bob Hackett podaje, że był on złożony z Brytyjczyków – przede wszystkim żołnierzy Royal Artillery . Z kolei według Michaela Sturmy obok Brytyjczyków na statku znaleźli się także Australijczycy i Holendrzy. 
30 października „Singapore Maru” wypłynął z Singapuru. Towarzyszył mu jeszcze jeden statek przewożący jeńców wojennych – „Dainichi Maru”. Ładownie, w których podróżowali jeńcy, były zatłoczone oraz pozbawione odpowiedniej wentylacji i urządzeń sanitarnych. Jeńcy nie otrzymywali wystarczających racji żywnościowych, a chorzy – odpowiedniej ilości lekarstw. Bardzo szybko w ładowniach wybuchła epidemia dyzenterii. Brytyjski podpułkownik E.R. Scott zeznał po wojnie, że jeńcy zaczęli umierać krótko po tym, jak „Singapore Maru” wypłynął z portu. Gdy 3 listopada znalazł się w pobliżu Cap St. Jacques pod Sajgonem, Scott miał poprosić kapitana statku Yoshinoriego Nishimiego o zgodę na zabranie na ląd ciężko chorych. Prośba została jednak odrzucona, a „Singapore Maru” i „Dainichi Maru” kontynuowały rejs, nie zatrzymując się w porcie. Nishimi nie podjął też żadnych działań, aby poprawić warunki sanitarne w ładowniach lub zapewnić jeńcom pomoc medyczną.
11 listopada „Singapore Maru” zawinął do Takao na Formozie. Dopiero wtedy Nishimi zgodził się zabrać na ląd i umieścić w szpitalu niewielką grupę ciężko chorych jeńców, których liczbę szacuje się na 21  lub 29. Pozostałym jeńcom pozwolono spędzić kilka dni na lądzie. Jednocześnie na statek zaokrętowano około 600 japońskich żołnierzy. W konsekwencji jeńcy musieli zostać przeniesieni do najniżej położonych ładowni. 14 października „Singapore Maru” wznowił rejs, lecz jeszcze tego samego dnia, chroniąc się przed sztormem, zatrzymał się w porcie Mako na Peskadorach. Spędził tam cztery noce, po czym dołączywszy do niewielkiego konwoju, wznowił rejs w kierunku Wysp Japońskich .
25 listopada „Singapore Maru” i „Dainichi Maru” zawinęły do portu Moji na wyspie Kiusiu. Liczbę jeńców, którzy w czasie rejsu zmarli w ładowniach „Singapore Maru” i zostali pochowani w morzu, szacuje się na 60, 62 lub 63 . Kolejnych 80 jeńców zmarło na „Dainichi Maru”. Spośród około 2,2 tys. jeńców, którzy dotarli żywi do Japonii w ładowniach obu statków, od 280 do 320  znajdowało się w tak ciężkim stanie, że nie byli w stanie zejść na ląd o własnych siłach. W ciągu następnych sześciu tygodni 127 jeńców zmarło z powodu chorób lub niedożywienia.
„Singapore Maru” jest zaliczany do grona japońskich „piekielnych statków” (ang. Hellships).

#### Epilog
Fakt, iż tak wielu jeńców, których przewożono w ładowniach „Singapore Maru” i „Dainichi Maru”, zmarło lub przybyło do Japonii w stanie kompletnego wyczerpania, zaniepokoił japońskie dowództwo. 10 grudnia 1942 roku Ministerstwo Wojny wystosowało tajny rozkaz nr 1504, w którym podkreśliło konieczność dołożenia wysiłków, aby jeńcy docierali do portów docelowych „w stanie gwarantującym zdolność do pracy”. Rozkaz ten w praktyce nie przełożył się jednak na poprawę warunków, które panowały na „piekielnych statkach”.
1 maja 1947 roku przed brytyjskim trybunałem wojskowym w Singapurze stanęli czterej japońscy żołnierze i cywile. Oskarżono ich, że na skutek złego traktowania, któremu poddali jeńców przewożonych w ładowniach „Singapore Maru”, 60 osób poniosło śmierć, a wiele innych doznało fizycznych cierpień. Po dwóch dniach proces bezterminowo odroczono, by wznowić postępowanie po upływie ponad czterech miesięcy. Wyrokiem z 20 września wszystkich oskarżonych uznano winnymi zarzucanych czynów. Kapitan „Singapore Maru”, Yoshinori Nishimi, został skazany na 2 lata więzienia. Porucznik Makoto Ogasawara – najwyższy rangą japoński oficer na statku, usłyszał wyrok 3 lat więzienia. Podporucznik Naosuke Maruyama – dowódca jenieckiego kontyngentu, został skazany na 2 lata więzienia. Sierżant Yoichi Uchida usłyszał wyrok 6 miesięcy więzienia.

### Dalsze losy statku
Jest możliwe, że „Singapore Maru” był jednostką, która 24 stycznia 1943 roku została storpedowana i uszkodzona przez amerykański okręt podwodny USS „Tuna” nieopodal wyspy Kolombangara .
W drugiej połowie 1943 roku „Singapore Maru” pływał w konwojach na Formozę, Filipiny i Wyspy Kurylskie .
9 września 1944 roku, płynąc w konwoju KI-505 na Wyspy Kurylskie, został zatopiony na Morzu Ochockim przez amerykański okręt podwodny USS „Seal”. Spoczął na dnie na pozycji 47°03′N 148°18′E/47,050000 148,300000. Liczba ofiar wśród załogi i pasażerów nie jest znana .